# Urbanização na Índia

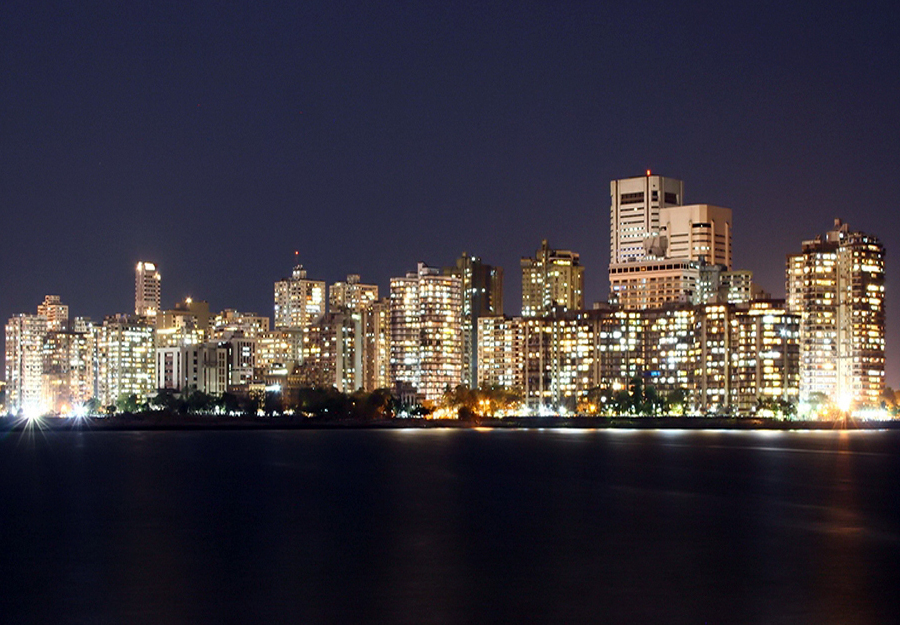
Mumbai é a cidade a mais populosa da Índia e a quarta cidade a mais populosa no mundo, com uma população total da área metropolitana de aproximadamente 20,5 milhões.

A urbanização na Índia é um fenômeno atual e relativamente recente, pois somente começou a acelerar-se após a independência do país, quando a Índia adotou a economia mista e deu origem ao desenvolvimento do setor privado. A urbanização está ocorrendo a um ritmo cada vez mais rápido na Índia. A população residente em áreas urbanas na Índia, de acordo com o censo de 1901, foi de 11,4%. Esta contagem aumentou para 28,53% de acordo com o censo de 2001 e passou de 30% segundo o censo de 2011, ficando em 31,16%. De acordo com um levantamento do relatório da ONU sobre o estado da população em 2007, que projetava a população em 2030, 40,76% da população do país deverá residir em áreas urbanas. Segundo o Banco Mundial, a Índia, juntamente com a China, a Indonésia, a Nigéria e os Estados Unidos, liderará a expansão da população urbana mundial em 2050.

## História

### Período de transição
Após a independência, a Índia enfrentou a pobreza, o desemprego e o atraso econômico. O primeiro primeiro-ministro da Índia, Pandit Jawaharlal Nehru, não conseguiu se concentrar no domínio da ciência e da tecnologia. O sistema de economia mista foi adotado, e o crescimento do setor público na Índia acabou por paralisar o desenvolvimento da economia indiana levando ao que é popularmente conhecido como taxa de crescimento hindu.

### Índia moderna
A contribuição do setor agrícola para o PIB da Índia começou a diminuir e a contribuição percentual do setor secundário aumentou. O período pós-1941, testemunhou o rápido crescimento de quatro cidades metropolitanas na Índia, que foram Kolkata, Délhi, Mumbai e Chennai. A economia da nação passou por um crescimento devido à revolução industrial junto com a invenção de novas tecnologias ajudou a aumentar o padrão de vida das pessoas que vivem em áreas urbanas. O crescimento do setor público resultou no desenvolvimento de transporte público, estradas, abastecimento de água, eletricidade e, portanto, a infra-estrutura de áreas urbanas.
Maarastra era o estado o mais urbanizado da Índia até 1991, no ano de 2001 Tamil Nadu tornou-se o estado mais urbanizado, com Maarastra em segundo, já em 2011, Tamil Nadu permaneceu como o estado mais urbanizado, seguido por Kerala e Maarastra.

## Causas
As principais causas da urbanização na Índia são:
- Expansão nos serviços governamentais, como resultado da Segunda Guerra Mundial;
- Migração de pessoas durante a partição da Índia;[11][12][13]
- A revolução industrial;[14]
- Décimo primeiro plano quinquenal que visa a urbanização para o desenvolvimento econômico da Índia;[15]
- As oportunidades econômicas são apenas uma das razões pelas quais as pessoas se mudam para as cidades;[16]
- Instalações de infra-estrutura nas áreas urbanas; e
- Crescimento do setor privado após 1990.[17]

## Consequências

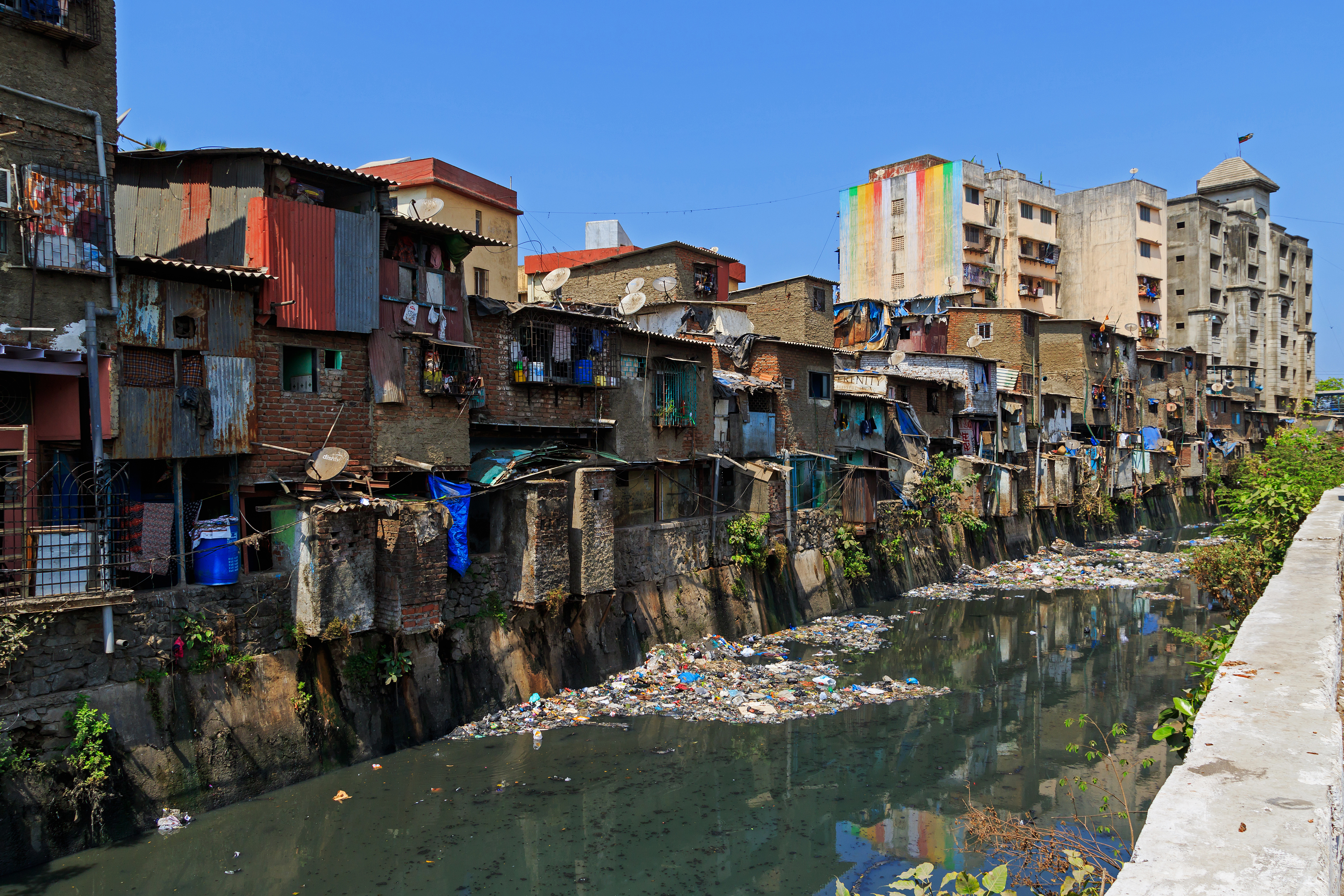
Casas lotadas e poluição de águas superficiais em Mumbai.

O rápido aumento da população urbana na Índia, está levando a muitos problemas como o aumento do número de favelas/bairros de lata, diminuição do padrão de vida em áreas urbanas e aumento de danos ambientais.
A taxa de crescimento urbano da Índia é de 2,07% ao ano, um número que parece ser pequeno, se comparado a alguns outros países de África ou Ásia, como Ruanda, por exemplo, que tem sua população urbana com crescimento a taxas de 7,6% ao ano. A Índia tem cerca de 300 milhões de pessoas vivendo em áreas metropolitanas. Isso tem causado grandes problemas ao forçar inúmeras pessoas a viverem nas periferias de grandes cidades em condições inseguras que também inclui edifícios ilegais. Linhas de água, estradas e eletricidade estão faltando, o que está causando queda de padrões de vida. Também está a aumentar o problema de todos os tipos de poluição.
A urbanização também resulta em uma disparidade no mercado, devido às grandes demandas da crescente população e do setor primário em produzir alimentos para seu consumo.